# ヴェヌーシア
ヴェヌーシア（Venucia、中国名：啓辰）は、日産自動車の中国合弁である東風日産乗用車公司が展開する乗用車ブランドである。

## 概要
ブランド名は古代ローマ語で金星を意味する語に由来している。2010年9月8日にブランド創設を発表。2011年4月19日、上海モーターショーにて最初のコンセプトカーを出展し、同年11月21日、広州国際モーターショーにて市販車第一弾となる「D50」を発表した。
2017年2月、東風日産は「ヴェヌーシア」ブランドを独立させ、新会社として「東風啓辰」を設立した。2020年12月には東風汽車の会社再編の一環として、再び東風日産のブランドに戻った。

## 車種一覧

### 現行モデル
- D60 - 日産・シルフィの姉妹車
- e30 - 日産・リーフの姉妹車
- M50V
- T70 - 日産・キャシュカイの姉妹車
- T90
- T60
- 星
- V-ONLINE

### 絶版モデル
- R30 - 日産・マーチの姉妹車
- R50 - 日産・ティーダの姉妹車
- D50 - 日産・ティーダラティオの姉妹車

### コンセプトモデル
- ヴェヌーシアコンセプトカー - 2011年の上海モーターショーに出展[2]。
- VIWA - 2013年の上海モーターショーに出展[6]。
- VOW - 2015年の上海モーターショーに出展[7][8]。
- The X - 2018年の北京モーターショーに出展[9]。

## ギャラリー

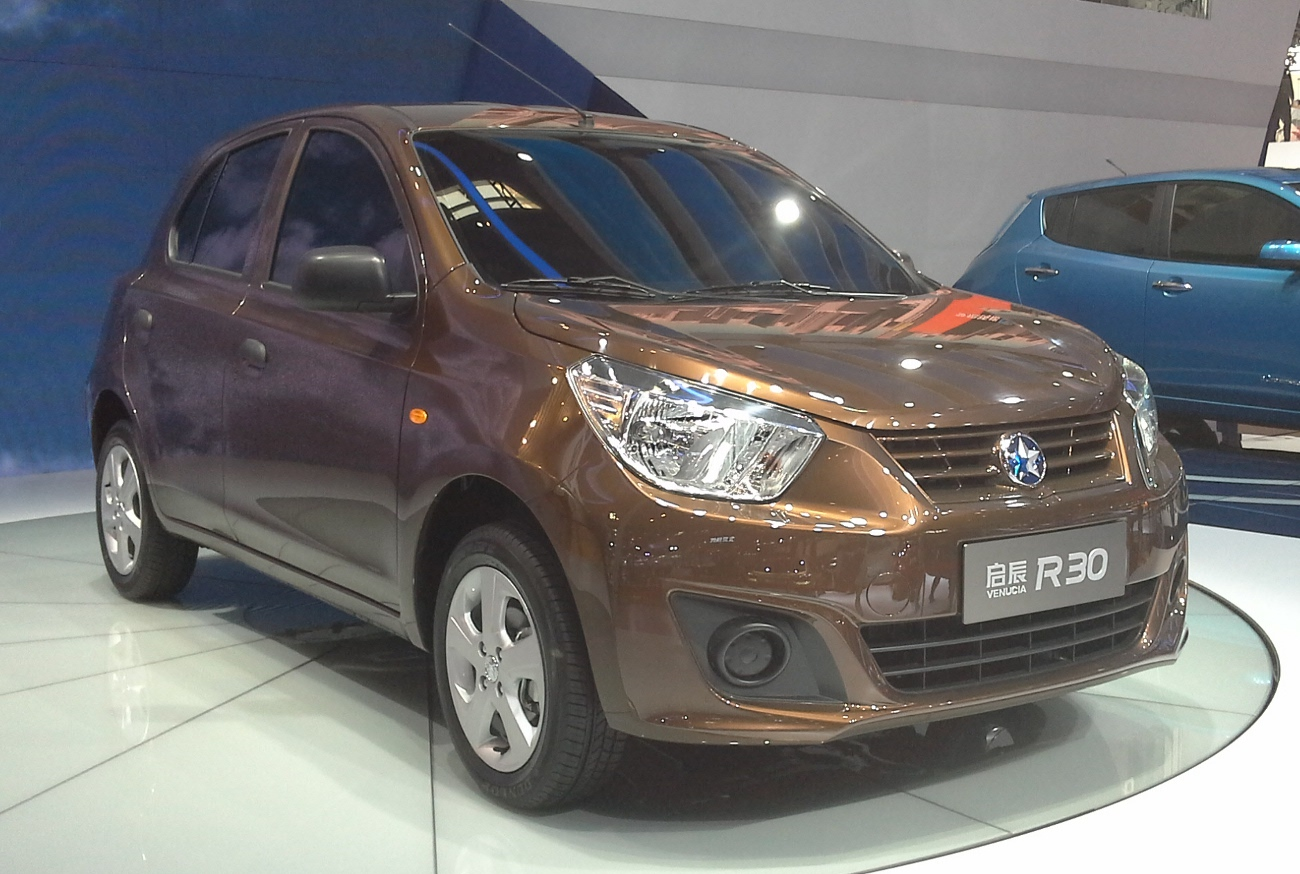
R30
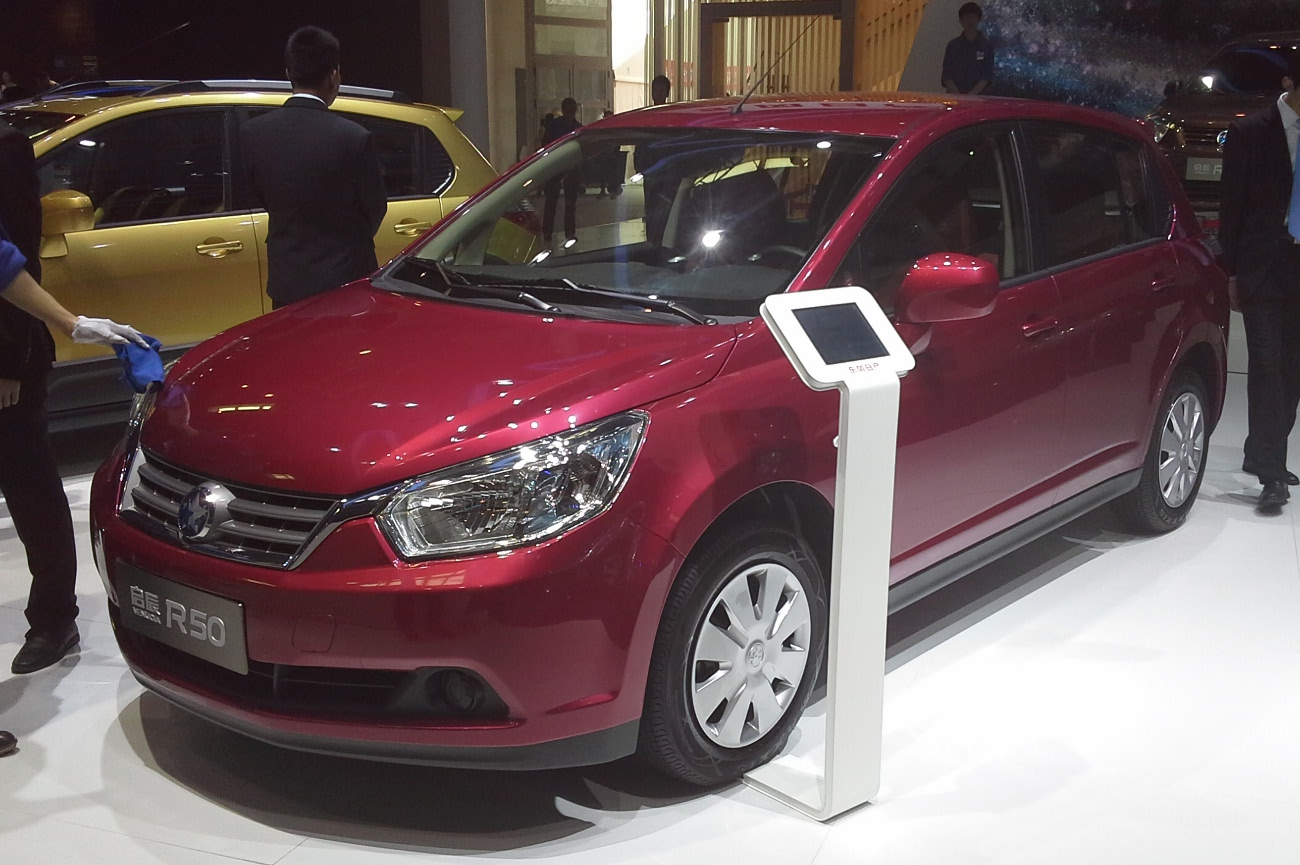
R50
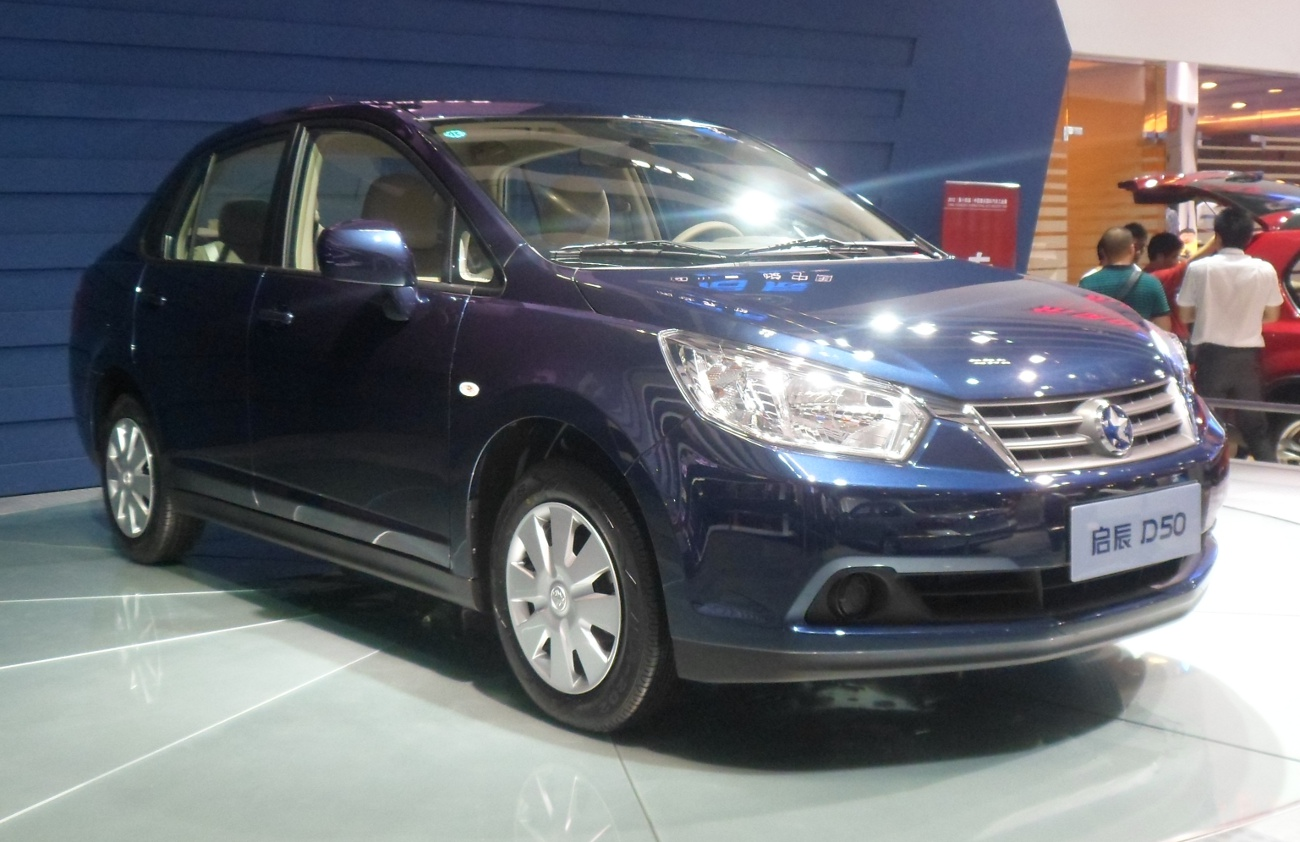
D50
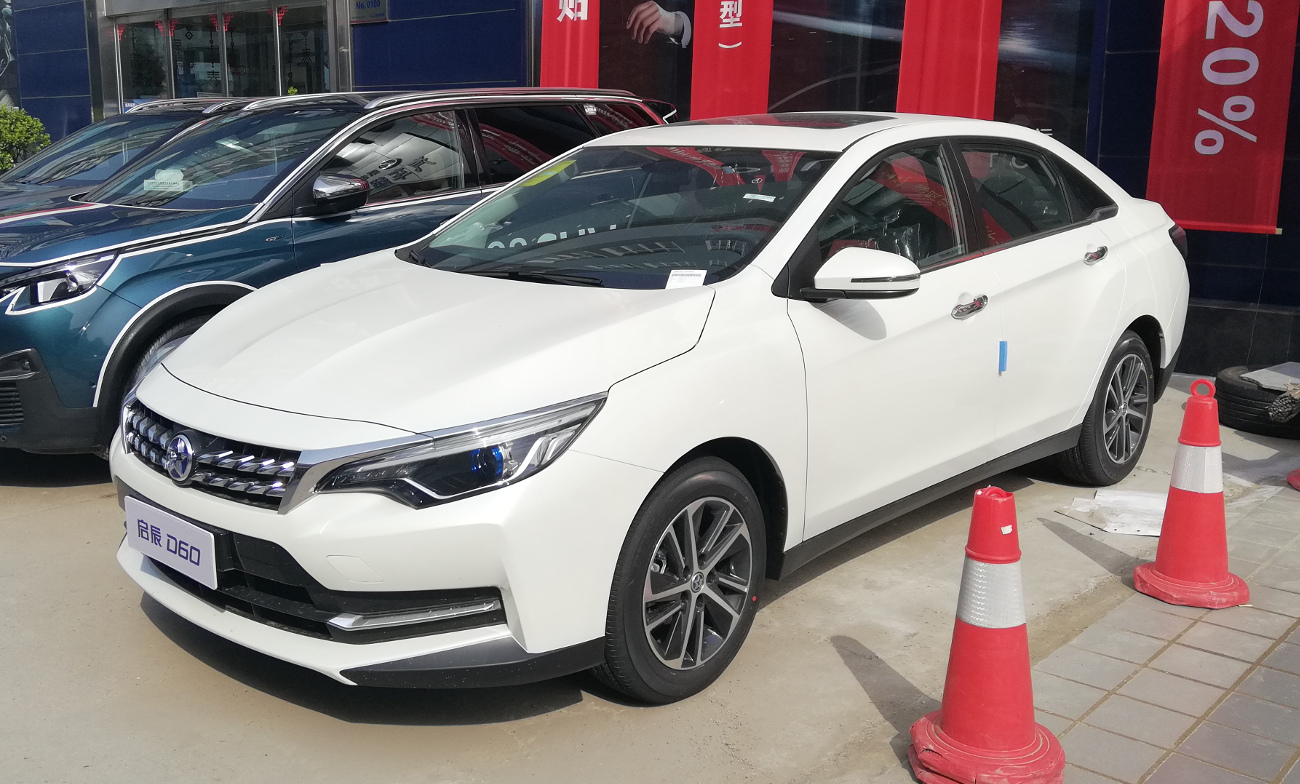
D60
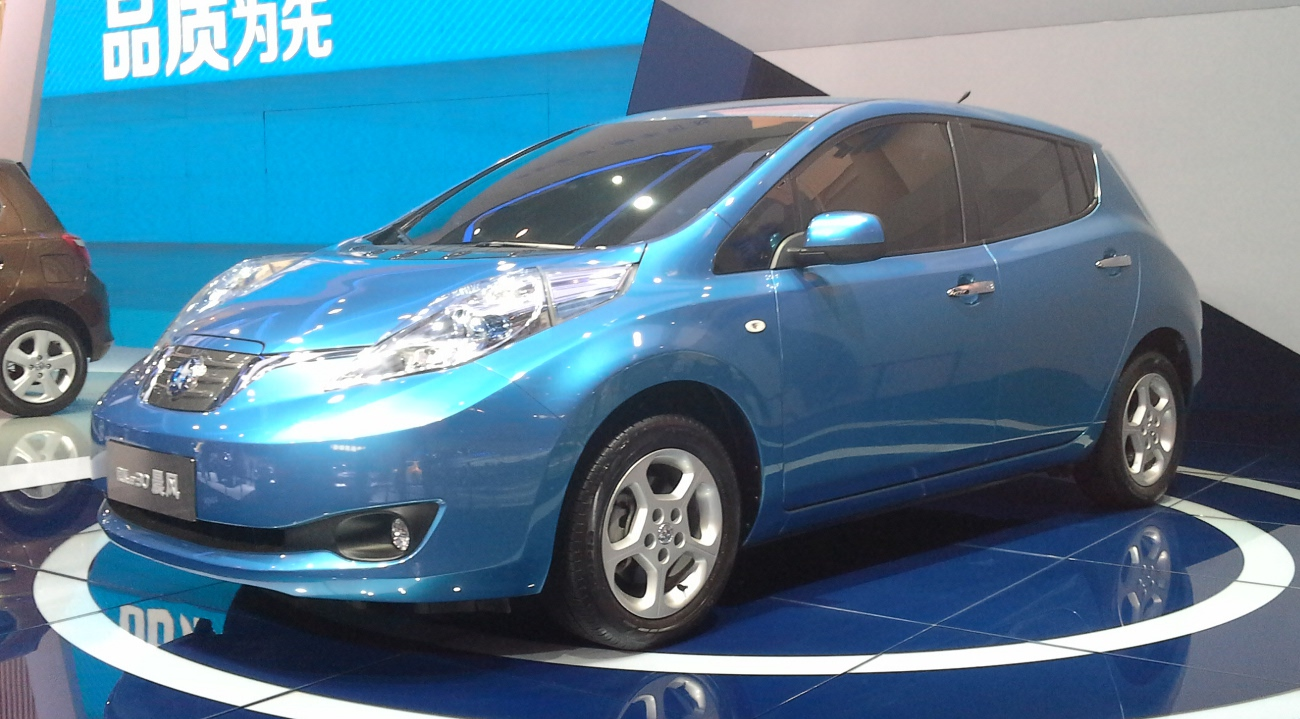
e30
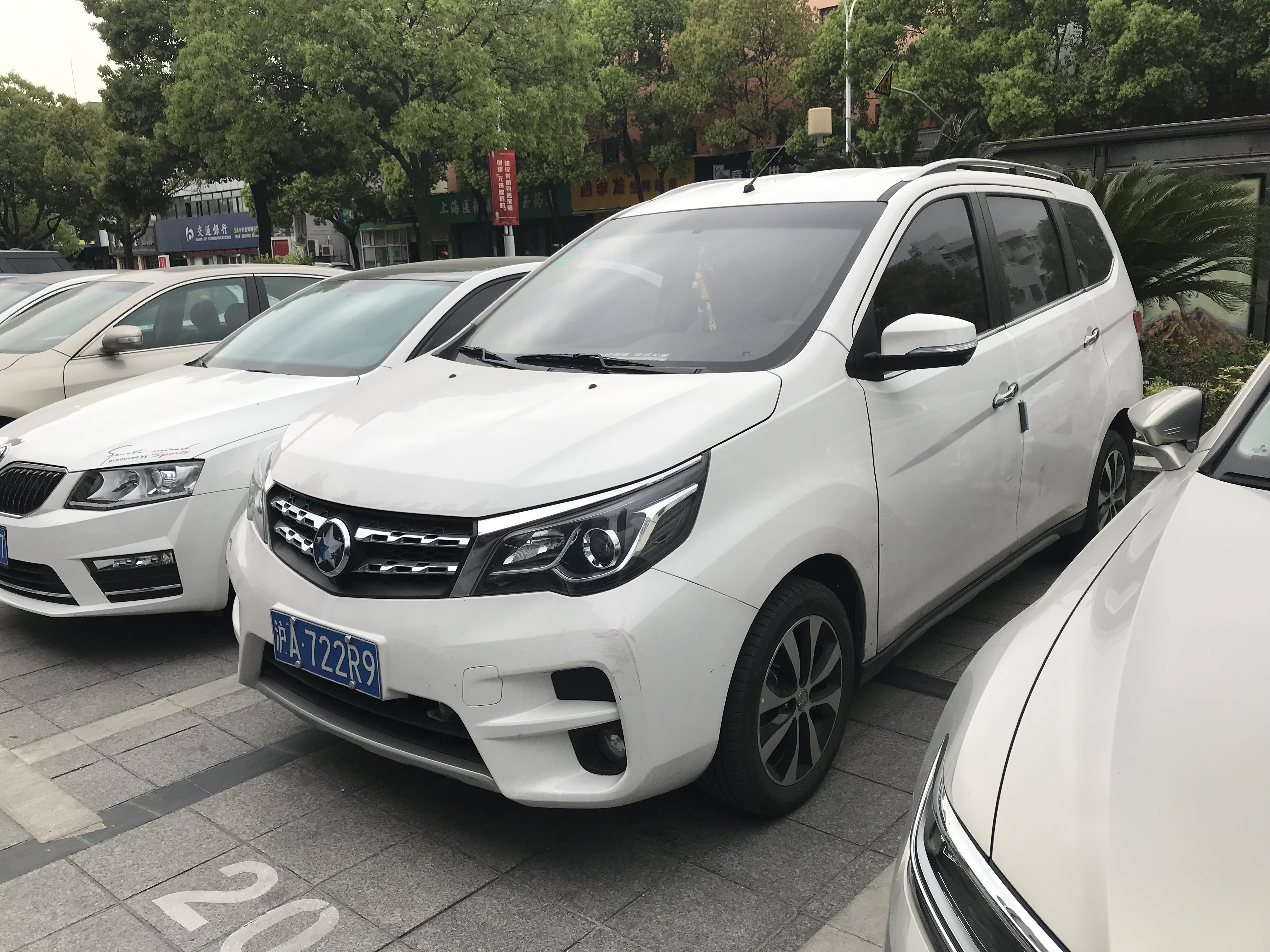
M50V
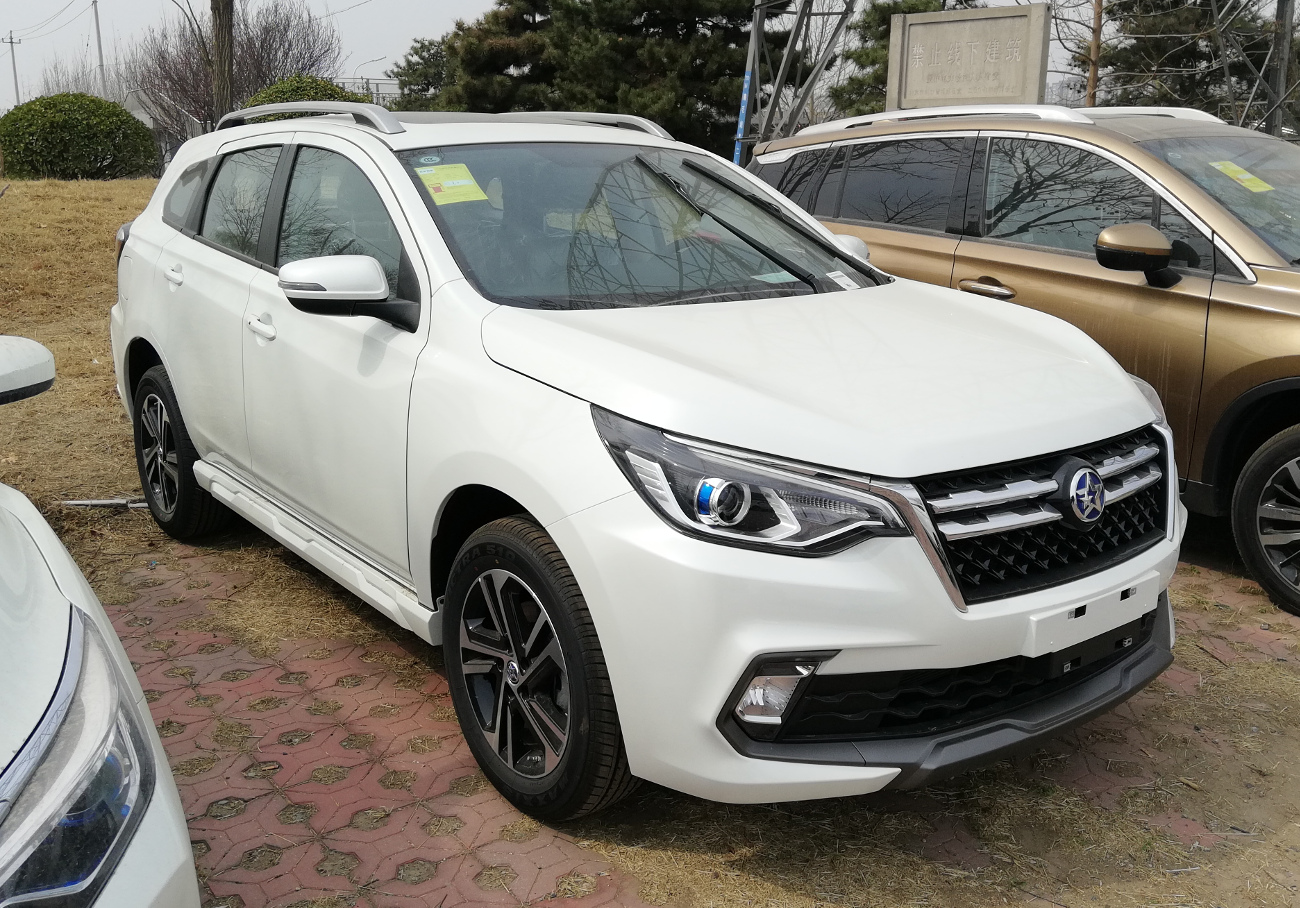
T70
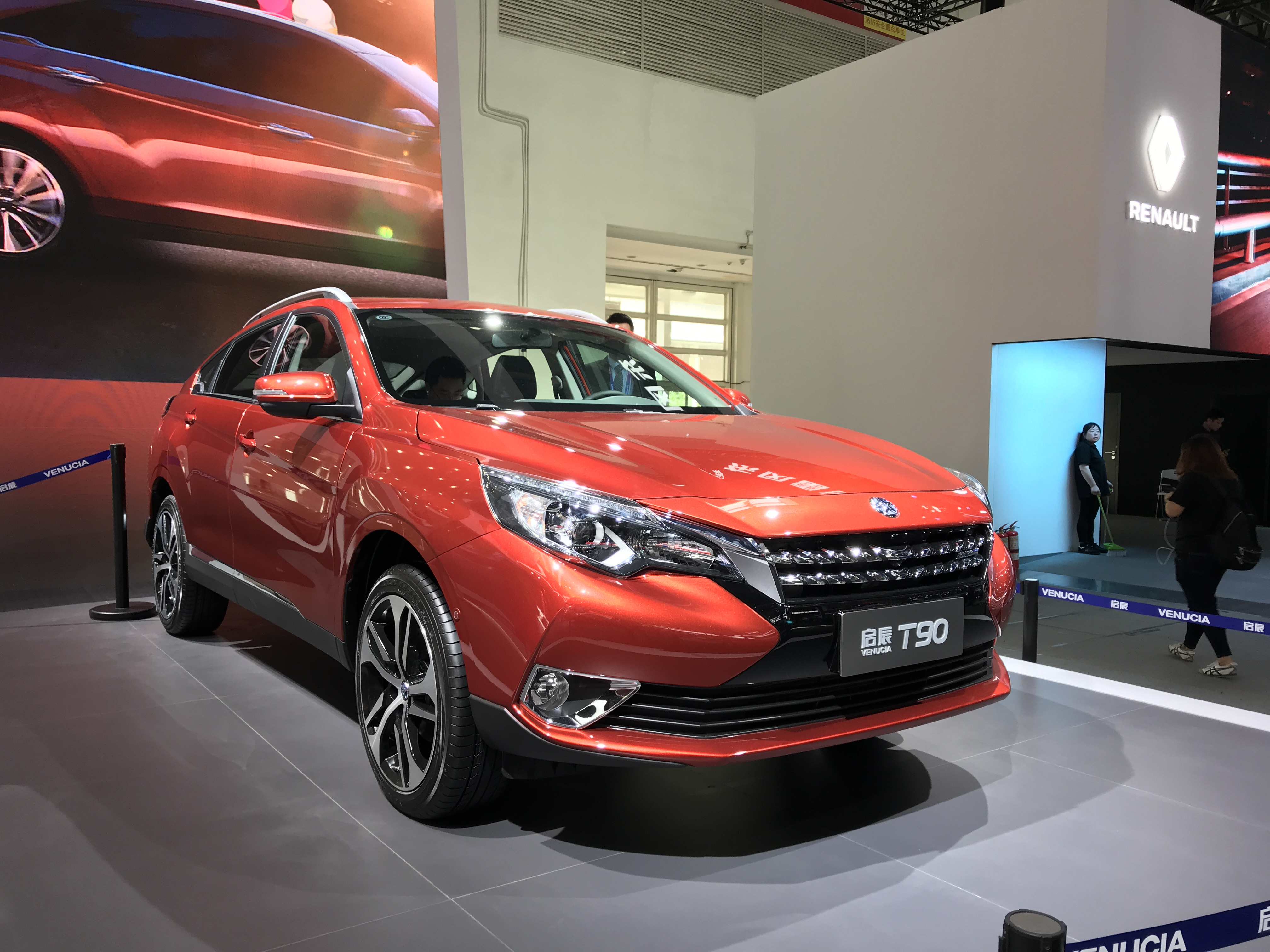
T90
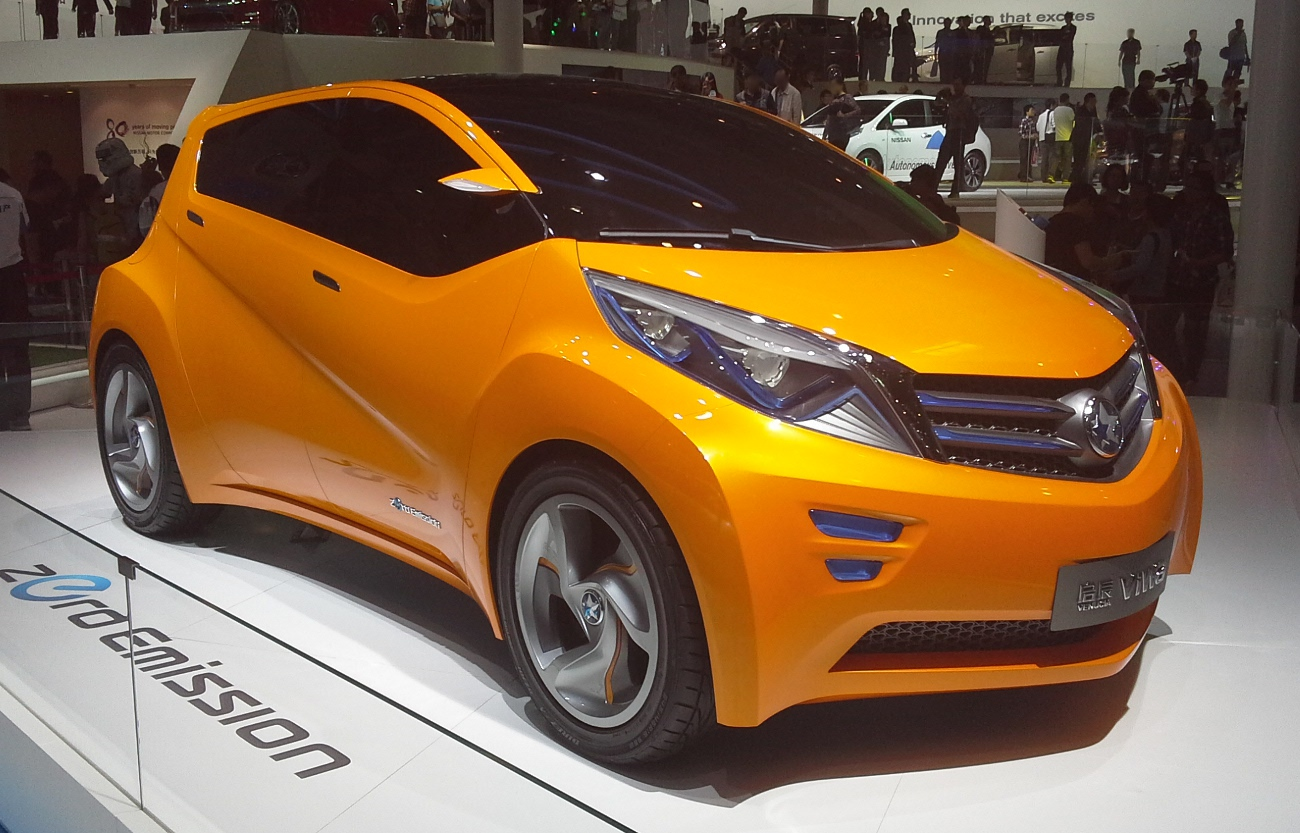
VIWA コンセプト